# 후쿠시마 (오사카시)
후쿠시마(福島)는 오사카부 오사카시 후쿠시마구의 정명이다. 현행 행정지명은 후쿠시마 1초메에서 후쿠시마 8초메이다.
일찌기 존재했던 니시나리군 가미후쿠시마촌과 시모후쿠시마촌에 해당하는 지역이다.

## 후쿠시마의 정보
- 도도부현 :  오사카부
- 시정촌 :  오사카시
- 인구 : 15,091명 (2019년 3월 31일 기준)
- 밀도 : 18,000명
- 표준시 : UTC+9

## 지리
후쿠시마 구의 동부에 위치하고 있다.
매전에서 서쪽으로 1㎞ 정도라는 지리 조건에서 간선 도로변을 중심으로 사무실과 고층 아파트가 입지해 있다.그러면서도 간선도로에서 조금 안쪽으로 들어가면 오래된 아랫마을 주택지가 펼쳐져 있다.

## 역사
중세 초기까지 요도가와 하구의 땅이었다고 생각되며 와타나베 진 서쪽에 형성된 섬이었다.고대에는 '아귀섬'으로 불렸는데, 스가와라 미치마사가 다자이후로 좌천되는 도중에 이 땅에 들렀을 때, '아귀섬'에서는 재수가 없다고 하여 '후쿠시마'를 따서 '후쿠시마'로 개명했다고 전해진다.습지를 뜻하는 '홍게시마(紅 島島)'에서 유래했다는 설도 있다.
헤이케 이야기에는 미나모토노 요시쓰네가 야지마 전투 때 셋쓰쿠니 와타나베 후쿠시마 두 곳에서 선단을 갖춰 출항했다는 취지가 기재돼 있다.가마쿠라 시대에 후쿠시마 장이라고 불리는 장원이 성립.전국시대에 들어서자 오닌의 난이나 거물 붕괴의 전장이 되어, 1570년(모토카메 원년)에는 이시야마 전투의 노다 성·후쿠시마 성의 싸움이 일어났다. 아즈치모모야마 시대에 들어서도 1614년(게이초 19년)에 오사카 겨울 진의 노다·후쿠시마 전투가 벌어지고 있다.
에도 시대에 들어서자 니시나리군 후쿠시마 촌이 성립했지만, 1677년(연보 5년)에 가미후쿠시마 촌과 시모후쿠시마 촌에 분촌하였고, 호리에의 개발이 시작된 1698년(겐로쿠 11년)에는, 그때까지 호리에 있던 야스이 쿠베등의 목재 보관소의 대체지로서 시모후쿠시마 촌과 노다 촌의 각 일부로부터 야스이 쿠베 청소를 분리했다.소네자키 강·도시마 강·안지 강을 사이에 두고 오사카 성하(오사카 산고)에 접하는 양 후쿠시마 땅은 신건가의 건설이 활발하게 행해져, 중반 시가화되고 있었다.
1879년(메이지 12년)에 군구정촌 편제법이 오사카부에서도 시행되어 니시나리군 관청이 가미후쿠시마 촌에 설치되었지만 같은 해 중에 소네자키 촌으로 이전.1882년(메이지 15년)에는 야스이 쿠베 청소가 니시나리군 야스이 촌이 되었고, 1889년(메이지 22년)의 정촌제 시행에서는 시모후쿠시마 촌은 야스이 촌과 합병해 시모후쿠시마 촌이 되고, 가미후쿠시마 촌은 단독으로 시행했다.1890년(메이지 23년)에는 소네자키 촌으로 이전한 니시나리 군 관청이 가미후쿠시마 촌으로 재이전되었다.
1897년(메이지 30년) 오사카 시 제1차 시역 확장에 의해 두 마을은 오사카 시에 편입되었다. 편입 초기에는 기타 구에 속하였으며, 이후 기타 구의 분구에 따라 코노하나 구에 소속되었다가 1943년 후쿠시마 구가 신설되었다.
덧붙여 현행 행정 지명인 후쿠시마 중 소네자키 강터 이남이 되는 1초메 1번·2초메 1번·3초메 1번은 당도의 일부이다.반대로 다마가와 및 노다의 각각 남부는 시모후쿠시마의 일부를 포함하고 있으며 오사카 시립 시모후쿠시마 중학교와 오사카 시 중앙 도매 시장 본고장이 소재한다.

## 세대수의 인구
2019년 3월 31일현재 가구 수와 인구는 다음과 같다.
| 초메           | 세대수    | 인구     |
| -------------- | --------- | -------- |
| 후쿠시마 1초메 | 766세대   | 1,312명  |
| 후쿠시마 2초메 | 508세대   | 656명    |
| 후쿠시마 3초메 | 1,477세대 | 2,593명  |
| 후쿠시마 4초메 | 1,768세대 | 3,526명  |
| 후쿠시마 5초메 | 606세대   | 1,055명  |
| 후쿠시마 6초메 | 1,743세대 | 2,570명  |
| 후쿠시마 7초메 | 1,298세대 | 2,002명  |
| 후쿠시마 8초메 | 834세대   | 1,377명  |
| 계             | 9,000세대 | 15,091명 |